# Jakov-Anton Vasilj
Jakov-Anton Vasilj, né le 2 juin 2002 à Zadar en Croatie, est un footballeur croate qui évolue au poste de milieu offensif au Lokomotiva Zagreb.

## Biographie

### En club
Né à Zadar en Croatie, Jakov-Anton Vasilj est formé par l'un des clubs de sa ville natale, le NK Zadar, puis par l'Hajduk Split avant de poursuivre sa formation au Dinamo Zagreb, qu'il rejoint en juillet 2017 malgré l'intérêt de plusieurs grands clubs européens comme le Liverpool FC. Son père et lui préfèrent toutefois qu'il continue sa progression dans son pays natal. Il est alors considéré comme le plus grand talent de sa génération par le directeur du Dinamo, Tomislav Svetina, qui le compare notamment à Luka Modrić.
Il joue son premier match en première division, le 22 mai 2021 contre le HNK Šibenik. Il entre en jeu à la place de Martin Baturina et son équipe s'impose par un but à zéro.
Il devient Champion de Croatie en 2021, le club étant sacré pour la 22e fois de son histoire.
Le 26 janvier 2022, Jakov-Anton Vasilj est prêté pour un an et demi au Lokomotiva Zagreb. Il s'impose comme un joueur régulier du Lokomotiva lors de ses premiers mois au club, ne manquant que quatre matches en raison d'une blessure musculaire, et certains observateurs lui voient alors un bel avenir.
Après un passage de quelques mois au HNK Šibenik, Jakov-Anton Vasilj fait son retour au Lokomotiva Zagreb en janvier 2025 en signant un contrat d'un an.

### En sélection
De 2018 à 2019, Jakov-Anton Vasilj représente l'équipe de Croatie des moins de 17 ans. Il joue en tout sept matchs et marque trois buts. Il marque un but dès sa première sélection, le 27 octobre 2018 contre l'Arménie (victoire 0-3 de la Croatie) et réalise un doublé dès sa deuxième apparition, le 30 octobre suivant face à Andorre, participant ainsi à la victoire de son équipe (3-0).
Jakov-Anton Vasilj joue son premier match avec l'équipe de Croatie espoirs le 31 mai 2021 face à l'Azerbaïdjan. Il entre en jeu à la place de Ante Palaversa lors de cette rencontre remportée par son équipe sur le score de cinq buts à un.

## Palmarès
Dinamo Zagreb
- Championnat de Croatie (1) :
  - Champion : 2020-21.